# Getting Things Done
Getting Things Done, GTD (в переводе с англ. — «доведение дел до завершения», однако чаще и неправильно — «как привести дела в порядок») — методика повышения личной эффективности, созданная Дэвидом Алленом и описанная им в одноимённой книге, первое издание которой вышло в 2001 году и было переведено на 23 языка.
GTD основана на принципе, гласящем, что человек должен освободить свой разум от запоминания текущих задач (бывают исключения в случаях, когда несколько задач по разным проектам взаимосвязаны), перенеся сами задачи и напоминания о них на внешний носитель. Таким образом, разум человека, освобождённый от запоминания того, что должно быть сделано, может сконцентрироваться на выполнении самих задач, которые должны быть чётко определены и сформулированы заранее («какое следующее действие нужно совершить?»).

## Распространённость
Журнал Time назвал Getting Things Done «лучшей бизнес-книгой десятилетия», метод получил положительные отзывы в The Guardian, BBC News, CNN и ряде других известных изданий.

## Методология GTD
В тайм-менеджменте приоритеты обычно играют центральную роль. Напротив, Аллен предлагает 2 других элемента — контроль и видение. Для их реализации Аллен использует три базовых модели:
- управление рабочим процессом;
- 6-уровневая модель обзора работы;
- естественный метод планирования.

Первая главная модель — управление рабочим процессом, используется для того, чтобы взять под контроль все задачи и поручения. Управление рабочим процессом состоит из пяти фаз (подробнее — см. в разделе «Принципы»):
1. сбор;
2. обработка;
3. организация;
4. обзор;
5. действия.

Аллен использует аналогию «высоты полёта» для того, чтобы проиллюстрировать его вторую главную модель — шестиуровневую модель обзора работы, для виденья перспективы задач и поручений. По восходящей линии:
1. текущие дела;
2. текущие проекты;
3. круг обязанностей;
4. ближайшие годы (1—2 года);
5. пятилетняя перспектива (3—5 лет);
6. жизнь.

Поднимаясь на высоту птичьего полёта, каждый может рассмотреть «общую картину» своих дел.
Аллен рекомендует еженедельный обзор по различным уровням. Виденье, полученное из этих обзоров, позволяет управлять личными приоритетами, которые, в свою очередь, определяют приоритет того, нужно ли выполнять и когда выполнять конкретные задачи и поручения, собранные во время процесса управления рабочим процессом. Во время еженедельного обзора человек анализирует контексты задач и раскладывает их по соответствующим спискам. Примерами группирования аналогичных задач является составление списка необходимых телефонных звонков или списка поручений, которые нужно выполнить в Центре. Правила формирования контекстных списков могут быть определены наличием инструмента или присутствием персоны\группы, с которыми нужно что-то обсудить или ознакомить.
Аллен подчёркивает, что первых двух моделей достаточно для получения контроля и виденья в большинстве задач и проектов. Однако, существуют некоторые случаи, которые требуют более глубокого обдумывания и размышления. Для этого используется третья главная модель — естественный метод планирования. В то время как в управлении рабочим процессом делается «горизонтальная фокусировка» на выполнении индивидуальных задач, в естественном методе планирования делается «вертикальная фокусировка» на планировании проектов и продумывании тем. Модель планирования состоит из 5 стадий:
1. определение цели и принципов;
2. виденье желаемых результатов;
3. мозговой штурм;
4. организация;
5. определение следующего конкретного действия.

GTD облегчает этот процесс, основываясь на хранении, отслеживании и использовании подробной информации, связанной с выполняемой задачей. По предположению Аллена многие из провалов, с которыми мы сталкиваемся, были вызваны недостаточным 'первоначальным' планированием (то есть, когда ещё выяснялось, что необходимо достигнуть и какие конкретные действия для этого необходимы). Важно продумать это заранее, создав такую последовательность действий, которую можно будет выполнить без возвращения к планированию.
Аллен утверждает, что «система напоминания» нашего разума неэффективна и редко напоминает нам о том, что мы должны и можем сделать в данный момент и в данном месте. Следовательно, информация о «следующих конкретных действиях», контекстно связанных с данным моментом и местом, может послужить внешней поддержкой, которая гарантирует, что мы сделаем себе правильные напоминания в нужное время. Поскольку GTD основано на ведении дополнительных записей, его можно рассматривать как реализацию научных теорий distributed cognition (распределенное познание) и extended mind (расширенный разум).
Краткое описание GTD из книги Аллена, Готов ко всему (Ready for Anything):

Выбросьте всё из вашей головы. Принимайте решения о требуемых действиях тогда, когда появляется дело — а не тогда, когда оно требует аварийного завершения. Организуйте по соответствующим категориям записи-напоминания о своих проектах и запланированным действиям по ним. Поддерживайте эту систему, пополняйте её и делайте её пересмотр так часто, чтобы в дальнейшем доверять даже своему интуитивному выбору действия (или не действия).

## Принципы
Основные принципы GTD:

### Сбор
Продуктивность без стресса начинается с процесса разгрузки разума, которое заключается в фиксации всего более-менее важного на бумаге или другом носителе — в том, что Аллен называет корзиной: физический ящик для приёма сообщений, электронный почтовый ящик, диктофон, ноутбук, карманный компьютер, или их комбинация. Суть в том, чтобы выкинуть из головы всё более-менее важное на удобный носитель для последующей обработки. Все корзины должны быть освобождены (обработаны) по крайней мере раз в неделю.
Аллен не настаивает на каком-то определённом методе сбора, но делает акцент на важности регулярного освобождения корзины. Любое место хранения (физический, электронный почтовый ящик, магнитофон, ноутбук, карманный компьютер, и т.д), приемлемо, если оно регулярно обрабатывается.

### Обработка

алгоритм обработки по GTD

Обработка корзины идёт строго по следующему алгоритму.
1. Начинаем с верхнего элемента корзины.
2. Делаем один элемент за раз (при этом никогда ничего не возвращаем обратно)
  - Если элемент требует действия:
    - Делаем это (если на это требуется меньше двух-пяти минут), ИЛИ
    - Делегируем это кому-нибудь, ИЛИ
    - Откладываем это.

  - Если элемент не требует действия:
    - Оставляем это в справочной информации, ИЛИ
    - Выбрасываем это, ИЛИ
    - В список «когда-нибудь/может быть».

Если на действие требуется менее чем две-пять минут, это должно быть немедленно сделано. Двухминутное правило обусловлено тем примерным временем, которое нужно, чтобы формально отложить действие.

### Организация
Для контроля за элементами, ожидающими внимания, Аллен советует использовать набор списков.
- Следующие действия — По каждому элементу, требующему внимания, решите, что является следующим действием, которое может быть физически выполнено. Например, если имеется элемент «Написать проектный отчёт», следующее действие может быть таким: «Написать письмо Михаилу с предложением о встрече» или: «Позвонить Марине для того, чтобы узнать требования к отчёту». Хотя элемент может требовать довольно много шагов и действий, всегда будет что-то, что должно быть сделано сначала, и этот шаг должен быть описан в списке следующих действий. Предпочтительно, чтобы эти шаги были организованы по контексту, в котором они могут быть сделаны (например, «в офисе», «по телефону» или «в магазине»).
- Проекты — Каждый разомкнутый цикл в жизни или работе, требующий больше чем одного физического действия для достижения цели, становится проектом. Проекты необходимо контролировать и периодически делать обзор, чтобы удостовериться, что с каждым проектом связано следующее действие, и, таким образом, проект будет продвигаться.
- Отложенное — Когда действие было делегировано кому-то или когда ожидается некоторое внешнее событие, прежде чем проект может быть продвинут, это отслеживается в системе и периодически выясняется, требуется ли действие или нужно послать напоминание.
- Когда-нибудь/может быть — Вещи, которые будут сделаны в некоторый момент, но не прямо сейчас. Например, «выучить китайский» или «устроить вечеринку в бассейне».

Календарь важен для контроля над встречами и поручениями; однако, Аллен рекомендует, чтобы календарь был зарезервирован только для тех вещей, которые должны быть сделаны в строго конкретный срок, или для встреч и поручений с заданным временем и местом. А дела должны быть зафиксированы в списках следующих действий, а не в календаре.
Последний ключевой организующий компонент GTD — система документов. Система документов должна быть лёгкой, простой и интересной. Даже единственный листок бумаги, если он нужен для справочной информации, должен получить свою собственную папку, если имеющиеся папки для него не подходят. Аллен предлагает одномерную, организованную в алфавитном порядке, систему хранения документов для того, чтобы быстро и просто восстанавливать необходимую информацию.

### Обзор
Списки действий и напоминания будут мало полезны, если не делать обзор по крайней мере ежедневно, или настолько часто, насколько это возможно. Учитывая время, энергию и ресурсы, доступные в данный момент, нужно найти самую важную задачу, которая может быть сделана немедленно, и сделать её. Если Вы имеете привычку откладывать свои дела, всё закончится тем, что Вы будете делать простые задачи и избегать трудных. Для решения этой проблемы можно делать действия из списка один за другим, по аналогии с тем, как обрабатывается корзина.
GTD требует, чтобы, по крайней мере, еженедельно проводился обзор по всем действиям, проектам и «отложенным» элементам для того, чтобы удостовериться, что любые новые задачи или предстоящие события введены в систему, и что всё актуально.

### Действия
Любая организационная система бесполезна, если в ней слишком много времени тратится на организацию задач вместо физического их выполнения. Как утверждает Дэвид Аллен, если такую систему сделать простой для совершения необходимых действий, то человек будет менее склонен их откладывать или «перегружаться» слишком большим количеством «разомкнутых циклов».

## Средства и приёмы

### 43 папки
Аллен предлагает организовать свои документы по системе, названной «43 папки». Двенадцать папок используются по одной на каждый месяц, и дополнительно 31 папка используется для каждого дня из следующих 31 дней. Папки упорядочены для того, чтобы помочь напоминать пользователю о действиях, которые нужно сделать в этот день.

### Папки и скоросшиватели
Аллен в своей книге упоминает, что для удобного поиска и структурирования информации лучше использовать папки, таким образом, все документы, относящиеся к одному проекту, будут находиться в одном месте. Это позволяет быстрее находить нужные документы. Даже если к проекту относится всего один документ, его всё равно лучше положить в папку, так как могут появиться и новые документы по этой теме.

### Программное обеспечение для GTD
Программное обеспечение Аллен назвал полезным и важным компонентом для осуществления GTD. Оно включает цифровое структурирование (digital outlining), мозговой штурм и приложения для управления проектами. Однако, в 2001 г. он жаловался на общую нехватку «хороших инструментальных средств 'управления проектами'», предполагая, что «… в ближайшие годы появятся менее структурированные и более функциональные приложения, основанные на принципах, по которым мы думаем и планируем естественным образом».
В соответствии с этим предсказанием, позднее произошёл «виртуальный взрыв» GTD — к апрелю 2008 г. основные элементы системы GTD поддерживали уже более чем 100 приложений. Эти инструментальные средства в настоящее время варьируют от простых менеджеров списков до многопользовательских веб-служб, бесплатных и коммерческих, для всех популярных платформ и устройств. Большая часть этого программного обеспечения автоматизирует или улучшает процессы сбора, обработки, организации, обзора и действий.
Некоторые из таких приложений: Zim с плагином TaskManager, Things, Todoist, Remember The Milk, OmniFocus, MyLifeOrganized, LeaderTask и TaskCracker for Outlook.